# Guerras Apache
As Guerras Apache foi uma série de conflitos coloniais ocorridos no século XIX, entre os colonos norte-americanos (eventualmente com o apoio do Exército) e a tribo Apache, nativos indígenas que habitavam o sudoeste dos Estados Unidos.

## Origens

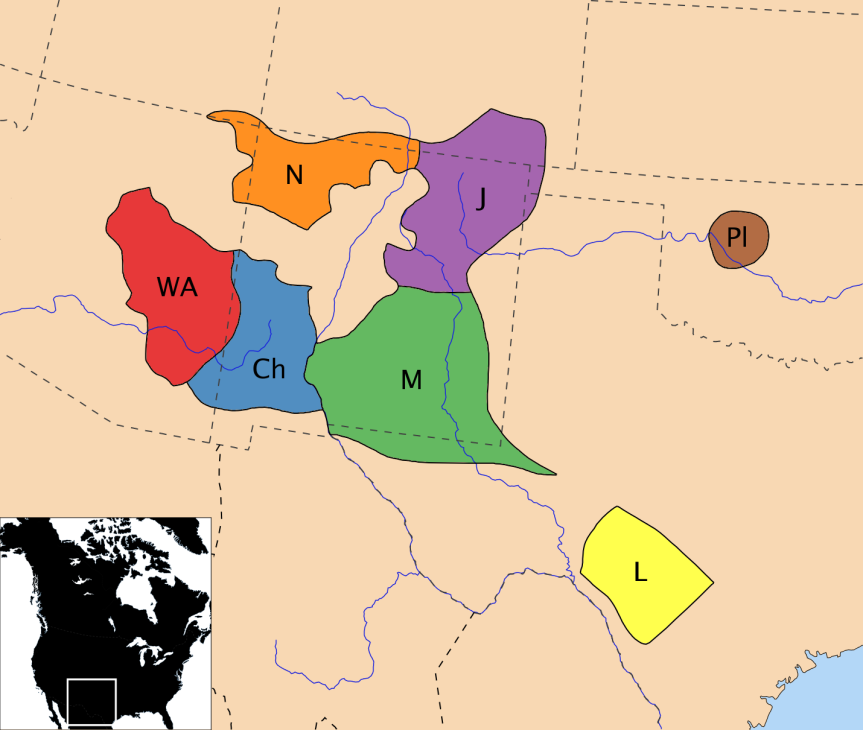
Distribuição dos grupos Apache no século XVIII, conforme as legendas:
WA - Apaches ocidentais (Apacheeg ar c'hornôg)
N - Navajo
Ch - Chiricahua
M Mescalero
J - Jicarilla
L - Lipan (Lipek)
Pl - Apaches da planície (Kiowa Apache, Apacheeg ar c'hompezennoù)

O primeiro conflito entre norte-americanos e apaches (que chamam a si mesmos, em transliteração para o inglês, de T`Inde, Inde, N`dee, N`ne ou "povo") ocorreu em 1847 durante a Revolta Taos na Guerra Mexicano-Americana. Os apaches lutavam a favor do México, como aliados dos mexicanos do Novo México.
A primeira campanha organizada contra os apaches se iniciou em 1851 e deveria ter terminado em 1886, com a rendição de Geronimo. Contudo, os ataques dos índios contra os brancos continuaram até 1900. Antes da luta com os norte-americanos, os apaches já haviam guerreado contra os espanhóis e os mexicanos. A maior batalha desse período ocorrera em Tucson, Arizona (1782). Os apaches não conseguiram expulsar os espanhois e mexicanos invasores de suas terras, dominadas por vários grupos. Esses domínios eram uma vasta região de terras que ia do sudeste da Califórnia até o oeste do Texas, do nordeste do Arizona até o México e a área de Oklahoma.
Nos primeiros anos das guerras, de 1851 até 1875, as batalhas aconteciam devido ao roubo das propriedades e massacres de brancos e mexicanos. De 1875 a 1886, os confrontos ocorreram em função dos Estados Unidos ordenarem a mudança para as reservas, ou devido a fuga dos nativos desses locais. De 1886 a 1900, pequenas batalhas ocorreram entre a forças expedicionárias da Cavalaria dos Estados Unidos, colonos brancos e pequenos grupos de apaches que fugiam das reservas. Guerreiros apaches solitários eram apontados como responsáveis por alguns ataques.
Algumas vezes os nativos americanos eram provocados pelos colonos brancos e mexicanos, aproveitadores da política governamental de confinamento dos índios em Reservas. Líderes apaches como Mangas Coloradas dos Bedonkohe; Cochise dos Chokonen; Victorio dos bandos Chihenne; Juh dos bandos Nednhi; Delshay dos Tonto e Geronimo dos Bedonkohe foram à guerra militar e resistiram as ordens de transferência para as reservas.

## 1851 a 1859
No começo da Guerra Mexicano-Americana em 1846, muitos bandos apaches garantiram aos soldados norte-americanos passagem livres por suas terras, enquanto outras tribos se aliaram aos rebeldes dos Novo México que lutaram do lado do México. Quando os Estados Unidos definiram as fronteiras com o México em 1848, Mangas Coloradas assinou um tratado de paz, respeitando o que seria os conquistadores das terras mexicanas. A precária paz entre apaches e norte-americanos perdurou até que hordas de garimpeiros se dirigissem para as Montanhas Santa Rita no atual Arizona, iniciando os conflitos. Em 1851, nas proximidades de Piños Altos, Mangas foi atacado por um grupo de mineradores que o amarraram a uma árvore e o espancaram. Vários incidentes similares continuaram a violar o tratado, causando a represália dos apaches. Outro incidente significativo foi a Batalha de Cieneguilla em 1854. Esse conflito precedeu a Batalha do Canyon Ojo Caliente, episódio da mesma campanha contra os índios. Em 1854, uma pequena força da Cavalaria derrotou os apaches Lipan na Batalha das Montanhas Diablo, ao sudeste do Texas.

## 1860 a 1869

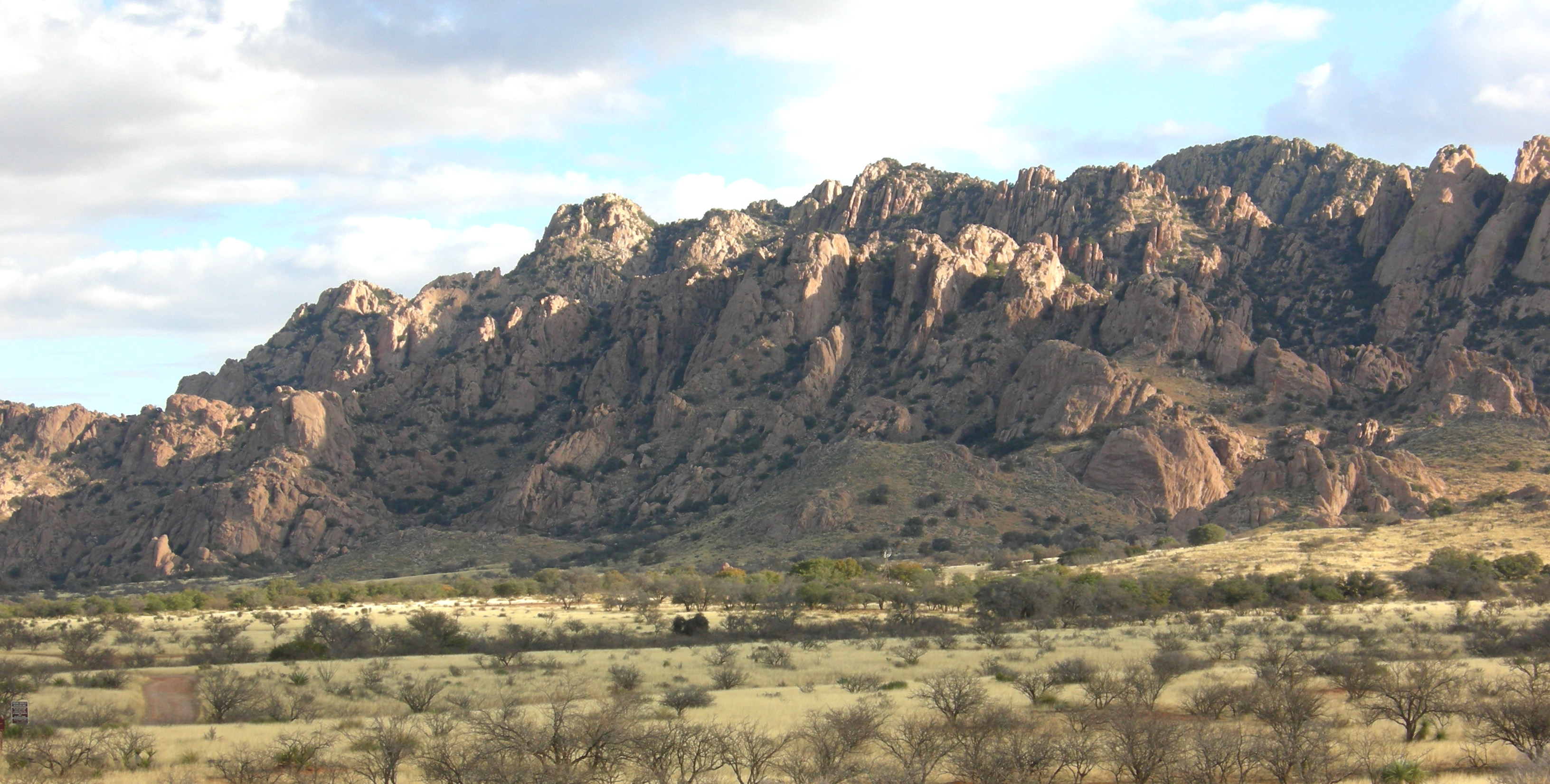
Montanhas Dragoon, esconderijo de Cochise e seus guerreiros

Em dezembro de 1860, trinta mineradores lançaram um ataque surpresa contra um acampamento de apaches do bando Bedonkohes, na margem oeste do Rio Mimbres, episódio por isso chamado de Batalha do Rio Mimbres. De acordo com o historiador Edwin R. Sweeney, os mineradores "...mataram quatro índios, feriram outros, e capturaram treze mulheres e crianças". Retaliações dos apaches se seguiram, com ataques a cidadãos e propriedades norte-americanas.
No início de fevereiro de 1861, um bando não identificado de nativos roubou gado e raptou o enteado do rancheiro John Ward, próximo a Sonoita, Arizona. Ward pediu ajuda ao Exército e o tenente George N. Bascom foi despachado para saber dos detalhes. Bascom se encontrou com Cochise próximo ao Passo Apache num Estábulo de Diligências de Butterfield e exigiu o gado e a volta do filho de Ward. Cochise não sabia quem praticara os crimes mas ofereceu-se para procurar pelos responsáveis.
Bascom não ficou satisfeito e acusou Cochise de estar envolvido com o ataque. O militar prendeu  Cochise e membros de sua família que o acompanharam nas negociações. Cochise conseguiu escapar da tenda onde ficou prisioneiro e tomou como refém um funcionário da estação, após um tiroteio.
Bascom não quis mais negociar e Cochise e um grupo de índios mataram os passageiros de uma caravana mexicana. Nove mexicanos foram assassinados e mutilados, três brancos foram capturados e mortos mais tarde e Cochise escapou de uma emboscada e tomou a estação, fazendo novos prisioneiros. As negociações entre Bascom e Cochise permaneceram num impasse, enquanto o tenente enviava reforços. Cochise, desistindo de continuar a negociar, matou os cativos e abandonou o lugar. Com isso mais quatro brancos foram mortos e mutilados. Bascom revidou e enforcou os apaches que mantinha prisioneiros. Esse sangrento episódio ficou conhecido como o Caso Bascom e iniciou uma guerra aberta  entre os apaches e os colonizadores brancos e o Exército confederado que duraria onze anos.
Após a Guerra Civil Americana ter início em abril de 1861, Mangas Coloradas e Cochise, seu genro, firmaram uma aliança e concordaram em expulsar todos os americanos do território Apache. As batalhas de Tubac, Canyon Cooke, Montanhas Florida, Pinos Altos e Dragoon Springs foram alguns dos episódios das campanhas apaches contra os Confederados. Outros bandos de apaches lutaram contra os Confederados. Os Mescaleros atacaram e roubaram rebanhos do Forte Davis em 9 de agosto de 1861, matando dois guardas durante a ação. Uma patrulha foi enviada para recuperar o rebanho e foi massacrada, poucos dias depois. Mangas Coloradas e Cochise se aliaram ao Chefe Juh e ao notório guerreiro Geronimo. Seus objetivos nunca foram alcançados, embora as tropas inimigas na área tivessem diminuido durante a  Guerra Civil.

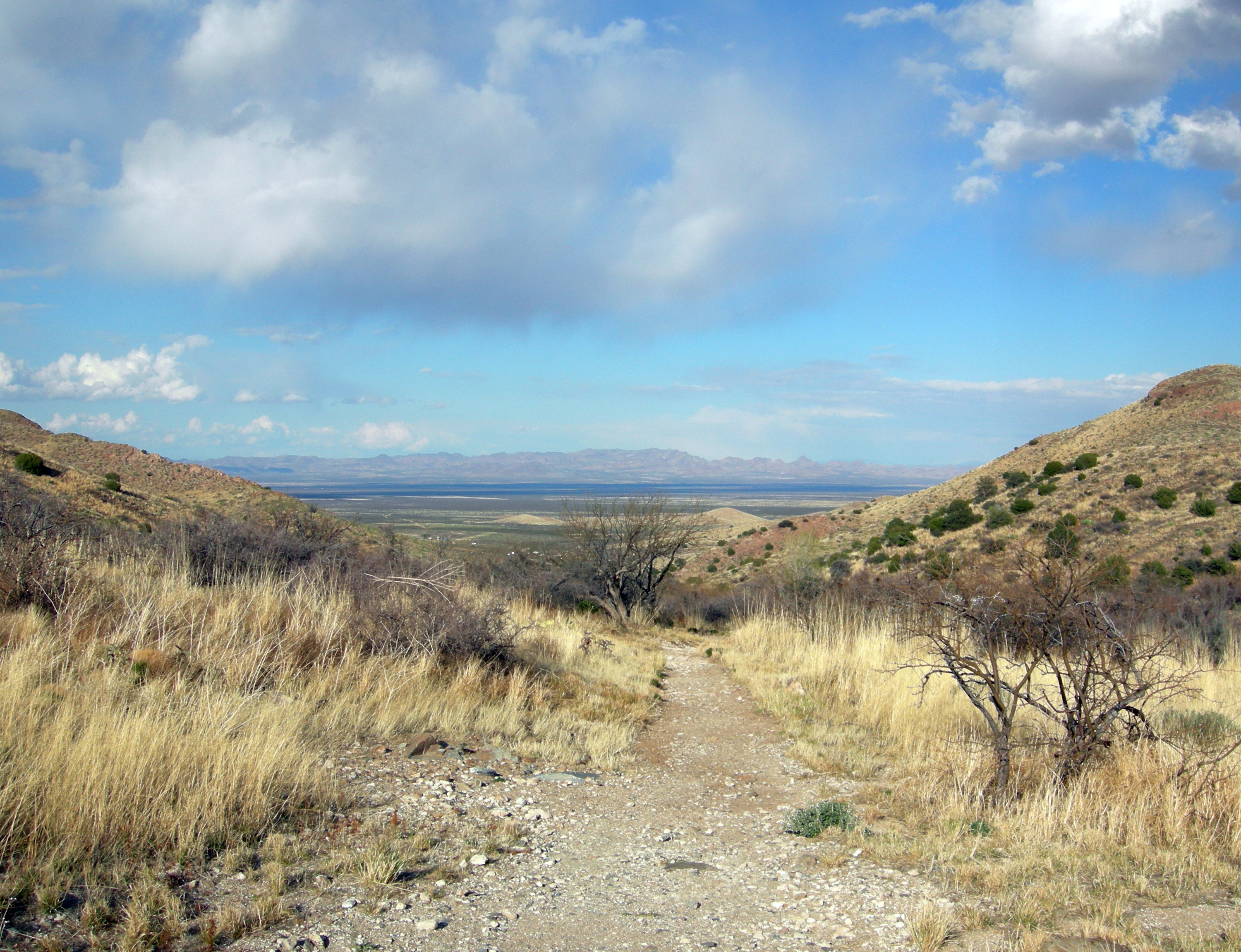
Passo Apache visto do Forte Bowie.

Os líderes militares da União decidiram enfentar os Confederados do Arizona no Território do Novo México e enviaram uma coluna de voluntários californianos liderados pelo coronel James Henry Carleton. A coluna californiana seguiu até a velha trilha de Butterfield e fez contato com Mangas Coloradas e os seguidores de Cochise, nas proximidades do Passo Apache em 1862. Na Batalha do Passo Apache, Mangas Coloradas foi ferido com um tiro no peito. Enquanto se recuperava, Mangas Coloradas encontrou-se com um intermediário para negociar a paz com os americanos. Em janeiro de 1863, ele decidiu ir pessoalmente ao encontro das tropas americanas no  Forte McLane, próximo da atual Hurley, ao sudeste do Novo México. Mangas carregava uma bandeira branca e queria se encontrar com o general de brigada Joseph Rodman West, oficial da milícia da Califórnia e futuro senador pela Louisiana. Soldados armados o prenderam  e West foi apontado como quem dera a ordem de execução aos sentinelas. Naquela noite, Mangas foi torturado,baleado e morto, sob a justificativa de "tentativa de fuga". No dia seguinte, soldados norte-americanos deceparam sua cabeça, cozinharam  e enviaram o crânio para o Instituto Smithsonian. A mutilação do corpo de Mangas aumentou as hostilidades entre apaches e americanos.
O general James Henry Carleton decidiu remover os Navajos e os Apaches para as reservas. Inicialmente, o objetivo era livrar o vale do Rio Grande para os colonos, parando com os ataques a eles e aos viajantes da área. Carleton forçou vários bandos de Mescaleros Apaches a irem para as Reservas do Forte Sumner. Carleton alistou um amigo dos Navajos à época, Kit Carson, cercou e destruiu suas aldeias e enviou os índios para o Forte Sumner. Carleton se envolveria mais tarde na Primeira Batalha de Adobe Walls, a maior das ocorridas nas Guerras Indígenas contra as tribos das Grandes Planícies.
Em 1862 no Condado de Yavapai, Arizona, o afamado Theodore Boggs teve uma pequena escaramuça contra os apaches em Big Bug. Boggs era filho do governador do Missouri, Lilburn Boggs, e descendente por parte de mãe do pioneiro Daniel Boone.
Em 25 de novembro de 1864 na Planícies Apache ocorreu a Primeira Batalha de Adobe Walls. Milhares de Cheyennes, Kiowas e Apaches das planícies foram atacados pelo Exército dos Estados Unidos. Após serem forçados a subirem as colinas, os soldados rechaçaram muitos ataques e levaram os nativos a recuarem até suas aldeias. Os soldados os seguiram e mataram o chefe Camisa de Ferro, um dos líderes dos apaches das planícies. Foram mortos cerca de cinquenta nativos enquanto seis soldados do Exército perderam a vida na batalha. a

## 1870 a 1879
Em 1871, um grupo de seis brancos, quarenta e oito mexicanos e quase 100 homens Papagos atacaram acampamentos apache em Camp Grant, como represália a um ataque índio em Tucson, a 80 km de distância. O saldo do massacre foi 150 homens, mulheres e crianças apaches mortos. O incidente ficou conhecido como Massacre do Camp Grant.
Campanhas contra os apaches continuariam até meados dos anos de 1870. As batalhas do Canyon Salt River e Turret Peak são exemplos da violência na região do Arizona. Soldados e civis, especialmente de Tucson, constantemente perseguiam bandos apaches pelos mais diferentes motivos. Isso continuou até os anos de 1890.

## 1880 a 1889

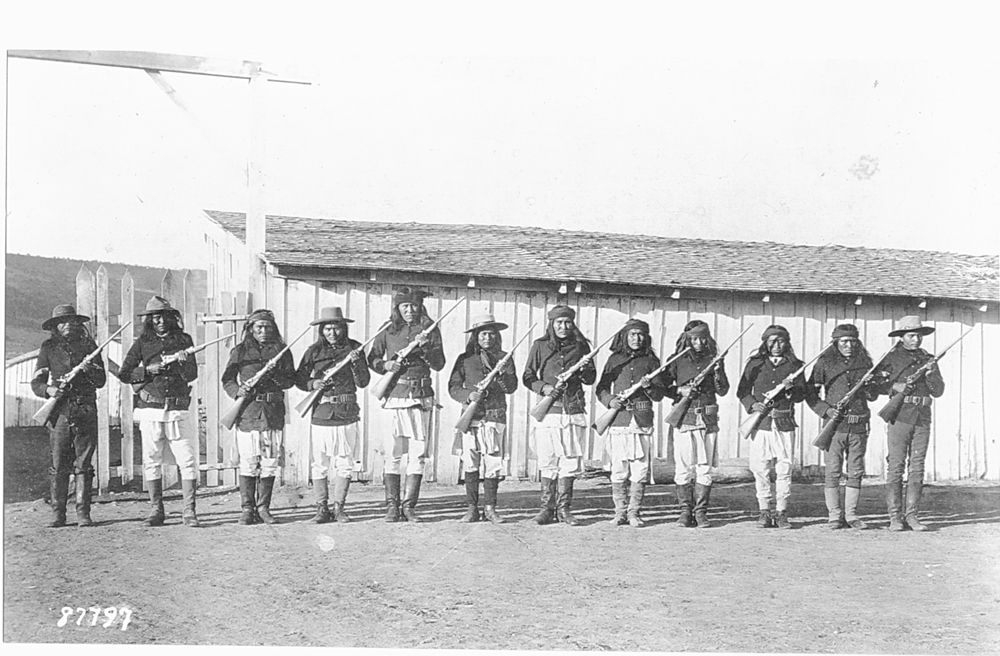
Batedores Apaches por volta de 1880

Em 1880, um exército apache comandado por Victorio, lancou uma campanha contra colonos norte-americanos nas cercanias de Alma (Novo México). Iniciada com o Massacre de Alma, a campanha terminou com o cerco apache ao Forte Tularosa e a subsequente vitória americana.
Um ano depois, em agosto de 1881, George Jordan lutou na Batalha do Canyon Carrizo no Território do Novo México. A luta terminou com a vitória dos norte-americanos e uma Medalha de Honra para o sargento Jordan, entregue poucos dias depois, na Reserva Índia do Forte Apache no Arizona. O Exército norte-americano foi enviado para investigar os relatórios recentes de revolta apache sob um novo líder, o xamã Nochaydelklinne. A prisão de Nochaydelklinne foi realizada por três batedores nativos mas ao retornarem ao acampamento tiveram de se render aos seguidores do xamã. A Batalha de Cibecue Creek começou. No dia seguinte, o exército nativo atacou o Forte Apache em represália a morte de Nochaydelklinne ocorrida na luta em Cibecue Creek.
Na primavera de 1882, um grupo de 60 guerreiros apaches da Montanhas White, foi reunido sob a liderança de um nativo chamado Na-tio-tish. No início de julho alguns guerreiros emboscaram e mataram quatro policiais de San Carlos, inclusive o oficial-chefe. Após a emboscada, Na-tio-tish levou seu bando ao noroeste, até  Tonto Basin. Os colonos locais ficaram alarmados e pediram proteção ao Exército que imediatamente enviou quatorze companhias da Cavalaria para os fortes da região.

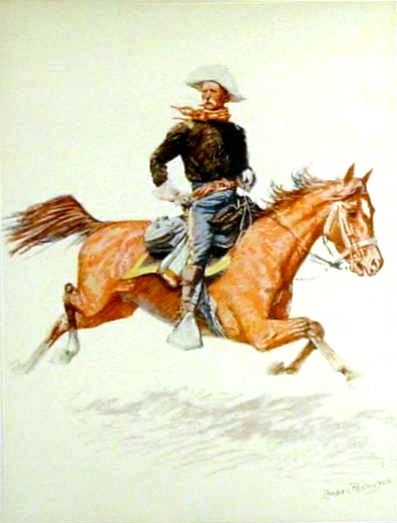
Oficial da cavalaria norte-americana.

Ainda em julho, Na-tio-tish levou seu bando de Cherry Creek até Mogollon Rim, uma conhecida fonte de água da Trilha Crook. Os apaches souberam que estavam sendo seguidos por uma única tropa da Cavalaria e decidiram preparar uma emboscada a dez quilômetros da nascente, onde há um braço de água do East Clear Creek. Os apaches se esconderam ali e esperaram.
A companhia da Cavalaria era liderada pelo capitão Adna R. Chaffee. O batedor-chefe de Chaffee, Al Sieber, percebeu a armadilha apache e avisou as tropas. Durante a noite, a companhia de Chaffee foi reforçada por outras quatro vindas do Forte Apache e comandadas pelo major A. W. Evans. Logo depois, teve início a Batalha de Big Dry Wash na qual morreriam mais de vinte índios (inclusive Na-tio-tish) e dois cavalarianos. Apesar desse grande enfrentamento, a Guerra Apache não acabou pois Geronimo continuaria com os ataques por toda a década.
Geronimo era provavelmente o mais conhecido guerreiro apache da época mas ele não era o único.
Após duas décadas de guerrilhas, Cochise, um dos líderes da tribo dos Chiricahua, resolver fazer a paz e concordou em se mudar para uma Reserva nas Montanhas Chiricahua. Pouco depois, o líder guerreiro morreria, em 1874. Em uma mudança da política, o governo norte-americano decidiu transferir os Chiricahuas para as Reservas de San Carlos, em 1876. Metade dos homens aceitaram, enquanto a outra metade, liderada por Geronimo, fugiu para o México.
Na primavera de 1877, os norte-americanos capturaram Geronimo e o trouxeram para a Reserva de San Carlos. Ele ali permaneceu até setembro de 1881, quando fugiu novamente para o México, seguido por mais 700 apaches.
Em 19 de abril de 1882, outro chefe Chiricahua, Juh, atacou a Reserva de San Carlos e forçou  Chefe Loco a sair. Durante a luta, os guerreiros de Juh assassinaram o chefe de polícia Albert D. Sterling junto com Sagotal, um guarda apache. Loco e 700 apaches foram levados de volta para o  México.
Na primavera de 1883, o general George Crook foi até as Reservas do Arizona e Novo México. Com 200 apaches, ele chegou no México e encontrou o acampamento de Geronimo. Com Tom Horn como seu intérprete, o general persuadiu Geronimo e seu povo a retornarem para a Reserva de San Carlos. Os chefes Bonito, Loco e Nana vieram até Crook em seguida mas Juh ficou para trás e morreu acidentalmente em novembro. Geronimo só apareceria em fevereiro de 1884.
Crook estabeleceu muitas reformas nas Reservas, mas os jornais locais o criticaram e o acusaram de leniência, enquanto "demonizavam" Geronimo. Em 17 de maio de 1885, Geronimo, embriagado e temeroso das campanhas contra ele nos jornais, fugiu novamente para o México.
Crook foi até Geronimo na primavera de 1886 mas o encontrou na fronteira apenas em março. Alguns relatos contam que durante as negociações, muitos índios tomaram bebidas fortes e isso alimentou alguns rumores dos rancheiros locais contra o general. Geronimo e seu grupo foram embora e Crook não conseguiu alcançá-los. O Departamento de Guerra dos Estados Unidos repreendeu Crook pela falha e o aposentou. O general foi substituído pelo brigadeiro Nelson Miles em abril de 1886. Miles  organizou 5 000 soldados, 500 batedores apaches, 100 batedores Navajo, além de uma milícia de milhares de civis contra Geronimo e seus vinte e quatro guerreiros. O líder índio foi encontrado em setembro de 1886 pelo tenente Gatewood e persuadido a rendição pelo general Miles após ter matado dúzias de brancos e mexicanos durante um ataque ao Vale do Urso e muitas outras ações similares. Geronimo e muitos outros apaches, a maioria homens e alguns batedores, foram aprisionados em Forte Pickens na Flórida, enquanto suas famílias ficaram em Forte Marion. Os apaches se tornaram atração em St. Augustine (Flórida), despertando as atenções de estudiosos e missionários. Voluntários davam aulas aos nativos de Inglês, Religião Cristã e noções da Cultura Americana. Muitos cidadãos arrecadaram fundos para enviarem 20 prisioneiros para uma faculdade. Outros tantos, morreram. Mais tarde, crianças apaches foram enviadas para a Escola Carlisle na Pensilvânia, onde 50 delas morreriam. Após 26 anos, os apaches da Flórida foram autorizados a retornarem ao sudoeste, mas Geronimo foi enviado para Forte Sill em Oklahoma.

## 1890 a 1900

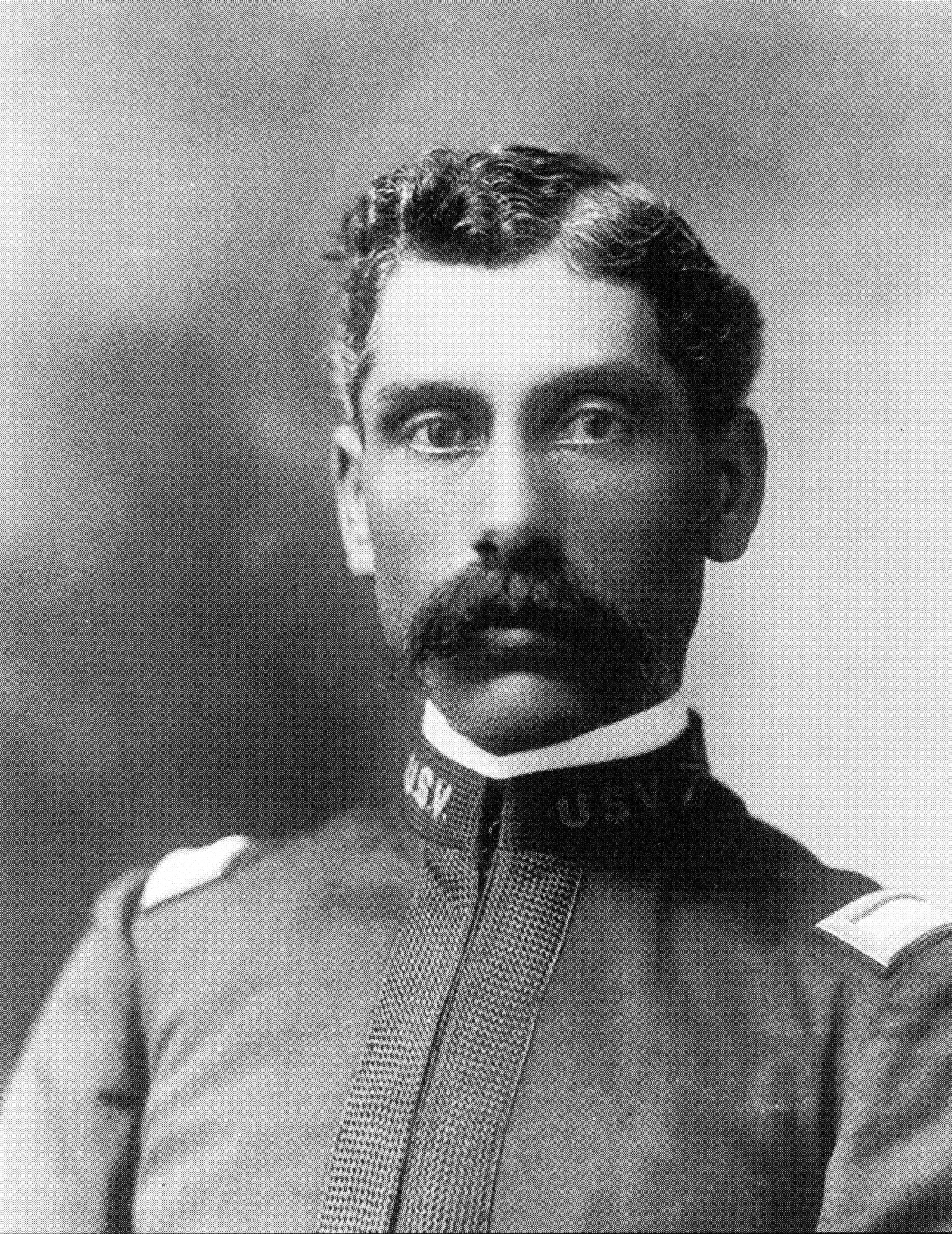
William McBryar durante a Guerra contra e Espanha.

Depois da rendição de Geronimo em 1886, guerreiros apaches continuaram a guerra contra os brancos e mexicanos. Regimentos da Cavalaria dos Estados Unidos organizaram várias expedições contra os índios em 1886. Durante uma dessas operações, o Regimentos das Décima e Quarta Cavalaria comandados pelo tenente James W. Watson perseguiram cavaleiros apache ao norte de Globe (Arizona), ao longo de Salt River.
O sargento James T. Daniels, companhia L da Quarta Cavalaria e o sargento William McBryar, da Tropa K, Décima Cavalaria, são os últimos a receberem Medalhas de Honra pelas ações nas Guerras Apache. Ambos foram agraciados pela "extrema coragem e heroismo" enquanto sob ataque pelos Apaches hostis, em 7 de março de 1890. O soldado Rowdy,da Tropa A, dos batedores índios, também foi condecorado.